# Escoire
Escoire est une commune française située dans le département de la Dordogne, en région Nouvelle-Aquitaine.

## Géographie

### Généralités
En Périgord central, la commune d'Escoire est incluse dans l'aire d'attraction de Périgueux. Elle est bordée au nord et à l'ouest par l'Isle qui conflue à l'extrême sud-ouest avec son affluent l'Auvézère.
Établi en rive gauche de l'Isle et traversé par la route départementale 6, le bourg d'Escoire est situé, en distance orthodromique, onze kilomètres à l'est-nord-est du centre-ville de Périgueux.
Le principal accès à la commune s'effectue par la route nationale 21, à partir de la commune voisine d'Antonne-et-Trigonant.

### Communes limitrophes
Escoire est limitrophe de trois autres communes.
|                      |         | Sarliac-sur-l'Isle     |
| Antonne-et-Trigonant | Escoire |                        |
|                      |         | Bassillac et Auberoche |

### Géologie et relief

#### Géologie
Situé sur la plaque nord du Bassin aquitain et bordé à son extrémité nord-est par une frange du Massif central, le département de la Dordogne présente une grande diversité géologique. Les terrains sont disposés en profondeur en strates régulières, témoins d'une sédimentation sur cette ancienne plate-forme marine. Le département peut ainsi être découpé sur le plan géologique en quatre gradins différenciés selon leur âge géologique. Escoire est située dans le deuxième gradin à partir du nord-est, un plateau formé de roches calcaires très dures du Jurassique que la mer a déposées par sédimentation chimique carbonatée, en bancs épais et massifs.
Elle est à la fois dans le causse de Cubjac et le causse de Savignac, qui, avec le causse de Thenon, forment un ensemble de collines karstifiées dans les calcaires liasiques et jurassiques à l'est de Périgueux jusqu'à Excideuil et Thenon, d'environ 30 km N-S et 15 km O-E, coupé par les vallées de l'Isle, de l'Auvézère et de la Loue.
Les couches affleurantes sur le territoire communal sont constituées de formations superficielles du Quaternaire datant du Cénozoïque et de roches sédimentaires du Mésozoïque. La formation la plus ancienne, notée c3(2), date du Coniacien indifférencié, composée de calcaires gréseux, sables et marnes à la base puis calcaires bioclastiques et calcaires crayeux et glauconieux ou calcaires à huitres au sommet. La formation la plus récente, notée Eg, fait partie des formations superficielles de type grèzes ou colluvions fluvio-glaciaires calcaires cimentées. Le descriptif de ces couches est détaillé dans  la feuille « no 759 - Périgueux (est) » de la carte géologique au 1/50 000 de la France métropolitaine, et sa notice associée.

Carte géologique d'Escoire.

#### Relief et paysages
Le département de la Dordogne se présente comme un vaste plateau incliné du nord-est (491 m, à la forêt de Vieillecour dans le Nontronnais, à Saint-Pierre-de-Frugie) au sud-ouest (2 m à Lamothe-Montravel). L'altitude du territoire communal varie quant à elle entre 92 m et 213 m,.
Dans le cadre de la Convention européenne du paysage entrée en vigueur en France le 1er juillet 2006, renforcée par la loi du 8 août 2016 pour la reconquête de la biodiversité, de la nature et des paysages, un atlas des paysages de la Dordogne a été élaboré sous maîtrise d’ouvrage de l’État et publié en octobre 2020. Les paysages du département s'organisent en huit unités paysagères et 14 sous-unités. La commune fait partie du Périgord central, un paysage vallonné, aux horizons limités par de nombreux bois, plus ou moins denses, parsemés de prairies et de petits champs.
La superficie cadastrale de la commune publiée par l'Insee, qui sert de référence dans toutes les statistiques, est de 3,94 km2,,. La superficie géographique, issue de la BD Topo, composante du Référentiel à grande échelle produit par l'IGN, est quant à elle de 3,89 km2.

### Hydrographie

#### Réseau hydrographique

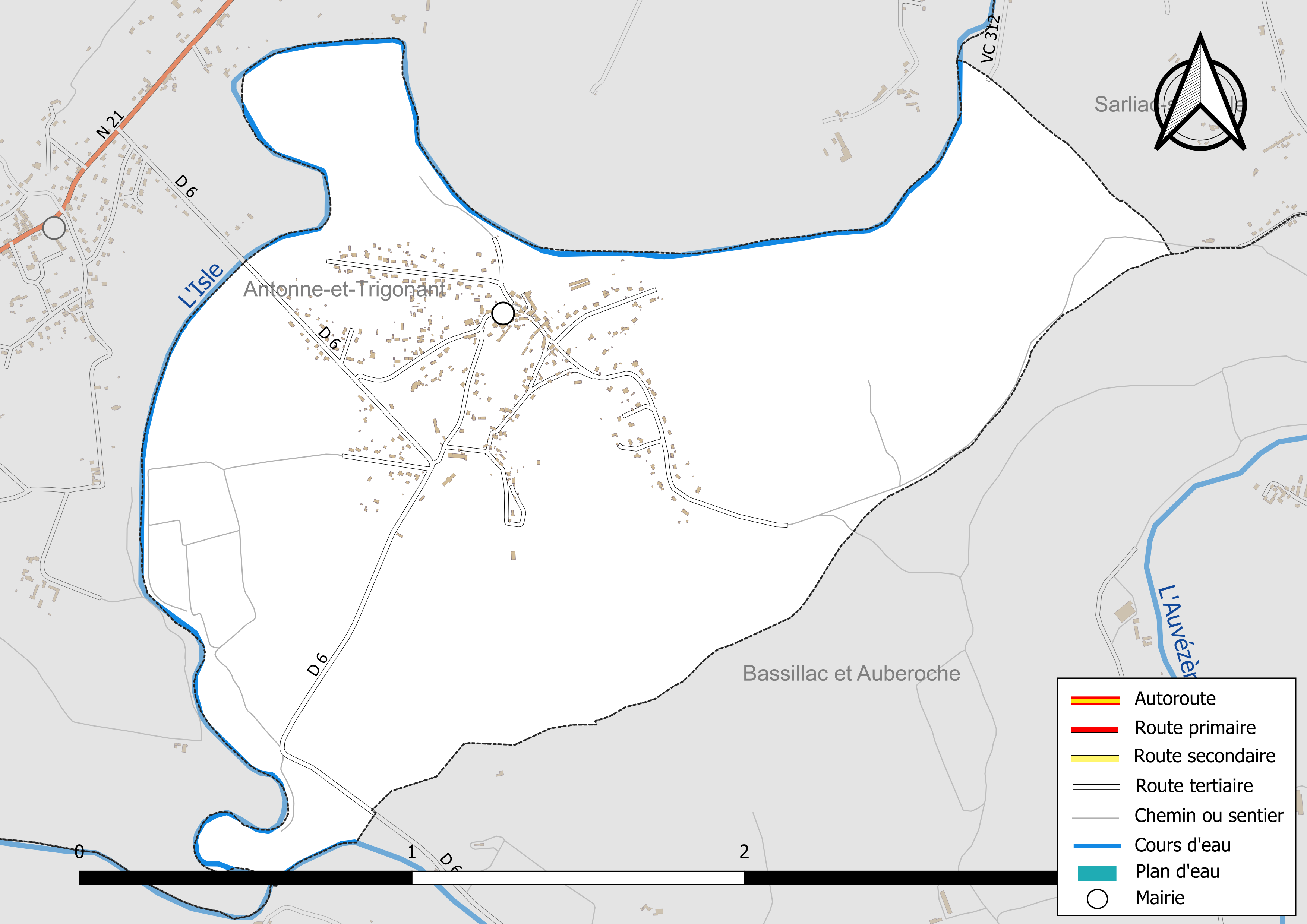
Réseaux hydrographique et routier d'Escoire.

La commune est située dans le bassin de la Dordogne au sein du Bassin Adour-Garonne. Elle est drainée par l'Isle et l'Auvézère, qui constituent un réseau hydrographique de 7 km de longueur totale,.
L'Isle, d'une longueur totale de 255,29 km, prend sa source dans la Haute-Vienne dans la commune de Janailhac et se jette dans la Dordogne — dont elle est le principal affluent — en rive droite face à Arveyres, en limite de Fronsac et de Libourne,. Elle borde la commune au nord et à l'ouest sur six kilomètres et demi, face à Antonne-et-Trigonant.
L'Auvézère, d'une longueur totale de 112,19 km, prend sa source en Corrèze dans la commune de Benayes et se jette dans l'Isle en rive droite, en limite de Bassillac et Auberoche et Escoire, face à Antonne-et-Trigonant,. Les 300 derniers mètres de cette rivière marquent la limite communale au sud, en face de Bassillac-et-Auberoche.

#### Gestion et qualité des eaux
Le territoire communal est couvert par le schéma d'aménagement et de gestion des eaux (SAGE) « Isle - Dronne ». Ce document de planification, dont le territoire regroupe les bassins versants de l'Isle et de la Dronne, d'une superficie de 7 500 km2, a été approuvé le 2 août 2021. La structure porteuse de l'élaboration et de la mise en œuvre est l'établissement public territorial de bassin de la Dordogne (EPIDOR). Il définit sur son territoire les objectifs généraux d’utilisation, de mise en valeur et de protection quantitative et qualitative des ressources en eau superficielle et souterraine, en respect des objectifs de qualité définis dans le troisième SDAGE  du Bassin Adour-Garonne qui couvre la période 2022-2027, approuvé le 10 mars 2022.
La qualité des eaux de baignade et des cours d’eau peut être consultée sur un site dédié géré par les agences de l’eau et l’Agence française pour la biodiversité.

### Climat
Pour des articles plus généraux, voir Climat de la Nouvelle-Aquitaine et Climat de la Dordogne.
En 2010, le climat de la commune est de type climat océanique altéré, selon une étude s'appuyant sur une série de données couvrant la période 1971-2000. En 2020, Météo-France publie une typologie des climats de la France métropolitaine dans laquelle la commune est toujours exposée à un climat océanique altéré et est dans la région climatique  Aquitaine, Gascogne, caractérisée par une pluviométrie abondante au printemps, modérée en automne, un faible ensoleillement au printemps, un été chaud (19,5 °C), des vents faibles, des brouillards fréquents en automne et en hiver et des orages fréquents en été (15 à 20 jours).
Pour la période 1971-2000, la température annuelle moyenne est de 12,1 °C, avec  une amplitude thermique annuelle de 15,2 °C. Le cumul annuel moyen de précipitations est de 927 mm, avec 12,7 jours de précipitations en janvier et 7,2 jours en juillet. Pour la période 1991-2020, la température moyenne annuelle observée sur la station météorologique la plus proche, située sur la commune de Bassillac et Auberoche à 6 km à vol d'oiseau, est de 13,1 °C et le cumul annuel moyen de précipitations est de 480,0 mm. Pour l'avenir, les paramètres climatiques de la commune estimés pour 2050 selon différents scénarios d’émission de gaz à effet de serre sont consultables sur un site dédié publié par Météo-France en novembre 2022.

### Milieux naturels et biodiversité

#### Espaces protégés
La protection réglementaire est le mode d’intervention le plus fort pour préserver des espaces naturels remarquables et leur biodiversité associée,.
La commune fait partie du bassin de la Dordogne, un territoire d'une superficie de 24 000 km2 reconnu réserve de biosphère par l'UNESCO en juillet 2012 et se situe à la fois dans sa « zone tampon » et dans sa « zone de transition ».

#### Réseau Natura 2000
Le réseau Natura 2000 est un réseau écologique européen de sites naturels d'intérêt écologique élaboré à partir des directives habitats et oiseaux, constitué de zones spéciales de conservation (ZSC) et de zones de protection spéciale (ZPS).
Aucun site Natura 2000 n'a été défini sur la commune.

#### Zones naturelles d'intérêt écologique, faunistique et floristique
L'inventaire des zones naturelles d'intérêt écologique, faunistique et floristique (ZNIEFF) a pour objectif de réaliser une couverture des zones les plus intéressantes sur le plan écologique, essentiellement dans la perspective d’améliorer la connaissance du patrimoine naturel national et de fournir aux différents décideurs un outil d’aide à la prise en compte de l’environnement dans l’aménagement du territoire.
En 2022, deux ZNIEFF sont recensées sur la commune d’après l'INPN.
Ces ZNIEFF de type 2 sont :
- une zone calcaire boisée, le « causse de Cubjac », qui concerne les coteaux en rive droite de l'Auvézère et ceux en rive gauche de l'Isle et de son affluent, la Loue, sur treize communes, depuis Escoire au sud-ouest jusqu'à Saint-Raphaël au nord-est, et notamment tous les coteaux de la commune en rive gauche de l'Isle, s'étendant sur environ 2 km2[32]. L'intérêt majeur de cette ZNIEFF réside dans la présence d'une espèce déterminante de plantes, la Spirée à feuilles de millepertuis (Spiraea hypericifolia subsp. obovata), et une autre espèce de plantes protégée au titre de la Directive habitats de l'Union européenne, le Poirier à feuilles en cœur (Pyrus cordata)[33] ;
- une zone de bocage et de prairies humides, la « vallée de l'Isle en amont de Périgueux », à l'ouest et au nord de la commune[34],[35].

## Urbanisme

### Typologie
Au 1er janvier 2024, Escoire est catégorisée commune rurale à habitat dispersé, selon la nouvelle grille communale de densité à 7 niveaux définie par l'Insee en 2022.
Elle est située hors unité urbaine. Par ailleurs la commune fait partie de l'aire d'attraction de Périgueux, dont elle est une commune de la couronne,. Cette aire, qui regroupe 49 communes, est catégorisée dans les aires de 50 000 à moins de 200 000 habitants,.

### Occupation des sols
L'occupation des sols de la commune, telle qu'elle ressort de la base de données européenne d’occupation biophysique des sols Corine Land Cover (CLC), est marquée par l'importance des forêts et milieux semi-naturels (54,4 % en 2018), en augmentation par rapport à 1990 (52,5 %). La répartition détaillée en 2018 est la suivante : 
forêts (54,4 %), zones agricoles hétérogènes (14,7 %), zones urbanisées (12,3 %), prairies (11,4 %), terres arables (7,2 %). L'évolution de l’occupation des sols de la commune et de ses infrastructures peut être observée sur les différentes représentations cartographiques du territoire : la carte de Cassini (XVIIIe siècle), la carte d'état-major (1820-1866) et les cartes ou photos aériennes de l'IGN pour la période actuelle (1950 à aujourd'hui).

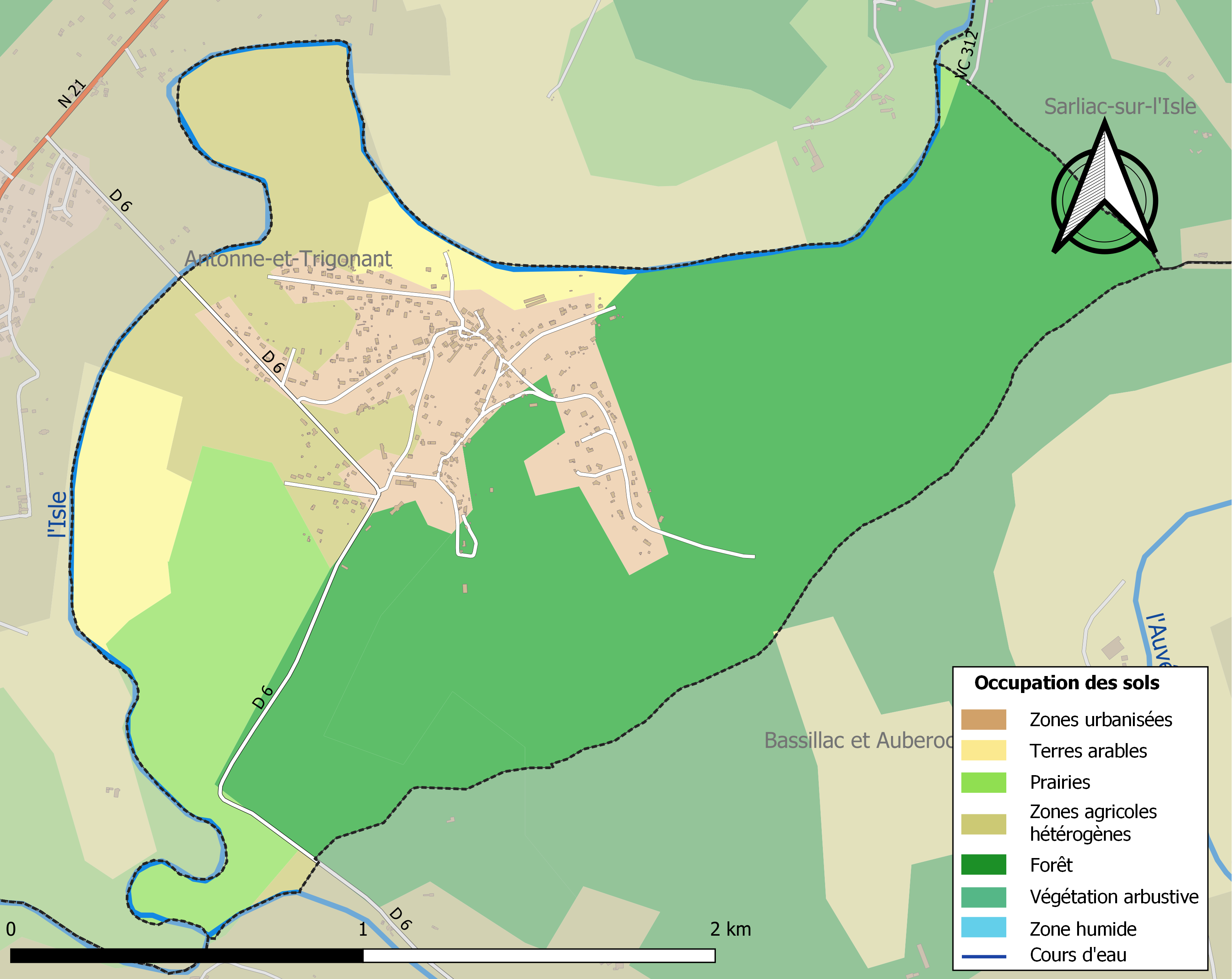
Carte des infrastructures et de l'occupation des sols de la commune en 2018 (CLC).

### Prévention des risques
Le territoire de la commune d'Escoire est vulnérable à différents aléas naturels : météorologiques (tempête, orage, neige, grand froid, canicule ou sécheresse), inondations, feux de forêts, mouvements de terrains et séisme (sismicité très faible). Un site publié par le BRGM permet d'évaluer simplement et rapidement les risques d'un bien localisé soit par son adresse soit par le numéro de sa parcelle.
Certaines parties du territoire communal sont susceptibles d’être affectées par le risque d’inondation par débordement de cours d'eau, notamment l'Isle et l'Auvézère. La commune a été reconnue en état de catastrophe naturelle au titre des dommages causés par les inondations et coulées de boue survenues en 1982, 1993, 1999 et 2009,.
Escoire est exposée au risque de feu de forêt. L’arrêté préfectoral du 14 mars 2013 fixe les conditions de pratique des incinérations et de brûlage dans un objectif de réduire le risque de départs d’incendie. À ce titre, des périodes sont déterminées : interdiction totale du 15 février au 15 mai et du 15 juin au 15 octobre, utilisation réglementée du 16 mai au 14 juin et du 16 octobre au 14 février. En septembre 2020, un plan inter-départemental de protection des forêts contre les incendies (PidPFCI) a été adopté pour la période 2019-2029,.

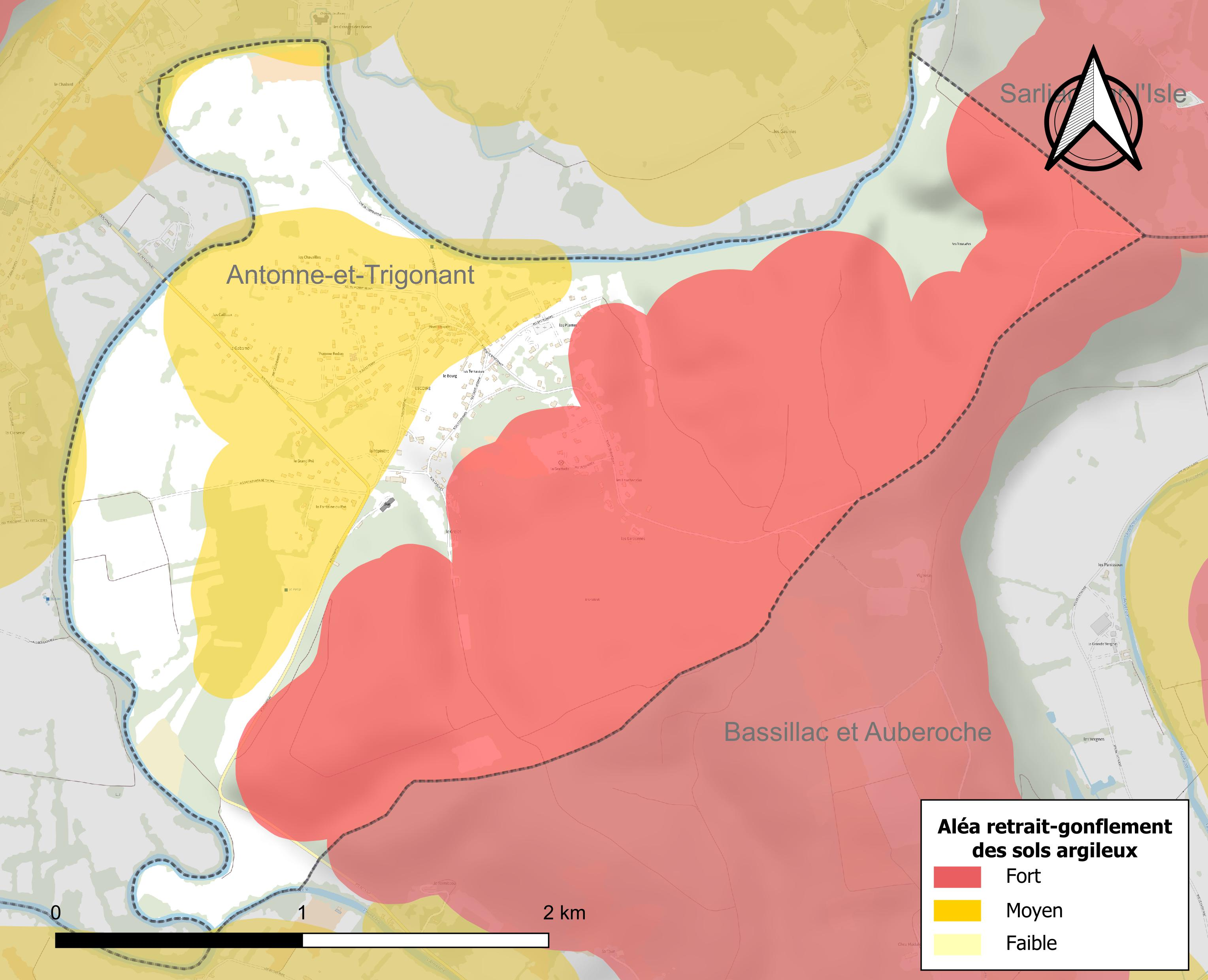
Carte des zones d'aléa retrait-gonflement des sols argileux d'Escoire.

Les mouvements de terrains susceptibles de se produire sur la commune sont des tassements différentiels. Le retrait-gonflement des sols argileux est susceptible d'engendrer des dommages importants aux bâtiments en cas d’alternance de périodes de sécheresse et de pluie. 70,9 % de la superficie communale est en aléa moyen ou fort (58,6 % au niveau départemental et 48,5 % au niveau national métropolitain). Depuis le 1er octobre 2020, en application de la loi ÉLAN, différentes contraintes s'imposent aux vendeurs, maîtres d'ouvrages ou constructeurs de biens situés dans une zone classée en aléa moyen ou fort,.
La commune a été reconnue en état de catastrophe naturelle au titre des dommages causés par la sécheresse en 1989, 1992, 1997 et 2005 et par des mouvements de terrain en 1999.

## Toponymie
Le nom de la localité est attesté sous les formes Escoyra en 1403,, Excoire en 1760 et Excroire en 1793.
En raison du caractère tardif de la première attestation qu'il mentionne, Albert Dauzat hésite entre deux interprétations possibles : soit par un hypothétique nom de personne gallo-romain *Scaurius, sous-entendu *Scauria (villa), issu de l’anthroponyme gaulois Scaurus (attesté), soit par un appellatif toponymique Scoria, qui représente le nom commun latin scoria « scorie, mâchefer ».
Remarque : le nom de personne Scaurus est porté par l’homme politique romain Marcus Æmilius Scaurus.
En occitan, la commune porte le nom d'Escoira.

## Histoire
La découverte de pierres taillées démontre une occupation du site depuis le néolithique.
En 1941, le château d'Escoire est au centre d'un fait divers retentissant, trois personnes y étant assassinées.

## Politique et administration

### Rattachements administratifs
La commune d'Escoire (appelée dans un premier temps « Excroire ») a été rattachée, dès 1790, au canton d'Antonne qui dépendait du district de Perigueux. Les districts sont supprimés en 1795 et le canton d'Antonne en 1800. La commune est alors rattachée au canton de Savignac-les-Églises dépendant de l'arrondissement de Périgueux.
Dans le cadre de la réforme de 2014 définie par le décret du 21 février 2014, ce canton disparaît aux élections départementales de mars 2015. La commune est alors rattachée au canton de Trélissac.

### Intercommunalité
Le 27 décembre 2002, Escoire rejoint la communauté d'agglomération périgourdine. Celle-ci disparaît le 31 décembre 2013, remplacée au 1er janvier 2014 par une nouvelle intercommunalité élargie : Le Grand Périgueux.

### Administration municipale
La population de la commune étant comprise entre 100 et 499 habitants au recensement de 2017, onze conseillers municipaux ont été élus en 2020,.

### Liste des maires
| Période                                  | Période      | Identité             | Étiquette | Qualité                                            |
| ---------------------------------------- | ------------ | -------------------- | --------- | -------------------------------------------------- |
| Les données manquantes sont à compléter. |              |                      |           |                                                    |
| 1793                                     | 1838         | Maly                 |           |                                                    |
| 1838                                     | 1861         | François Bussy       |           |                                                    |
| 1861                                     | 1870         | François Bonhomme    |           |                                                    |
| 1870                                     | 1876         | François Maly        |           |                                                    |
| 1876                                     | 1881         | Antoine Girard       |           |                                                    |
| 1881                                     | 1888         | Estourneau de Lafaye |           |                                                    |
| 1888                                     | 1895         | Jacques Barredy      |           |                                                    |
| 1895                                     | 1909         | Antoine Leynie       |           |                                                    |
| 1909                                     | 1909         | Conil                |           |                                                    |
| 1909                                     | mai 1925     | François Maly        |           |                                                    |
| mai 1925                                 | juin 1943    | Alphonse Palem       |           |                                                    |
| juin 1943                                | octobre 1944 | Roger Laborie        |           | Ingénieur SNCF Président de la délégation spéciale |
| octobre 1944                             | mai 1945     | Émile Roubenne       |           |                                                    |
| mai 1945                                 | 1951         | Fernand Lavaud       |           |                                                    |
| mai 1951                                 | mars 1959    | Fernand Tassaux      |           |                                                    |
| mars 1959                                | mars 1971    | Pierre Mougnaud      |           |                                                    |
| mars 1971                                | février 1981 | Léon Groux           |           | Enseignant retraité                                |
| avril 1981                               | mars 1983    | Jacques Palus        |           |                                                    |
| mars 1983                                | mars 1989    | Christian Montagut   |           |                                                    |
| mars 1989                                | mai 2020     | Bernard Geoffroy     | DVG       | Retraité de l'Éducation nationale                  |
| mai 2020                                 | En cours     | Joël Laguionie       |           |                                                    |

## Équipements et services publics

### Enseignement
À la rentrée scolaire 2023, les communes d'Antonne-et-Trigonant et d'Escoire font partie d'un regroupement pédagogique intercommunal (RPI). Du cours élémentaire 1re année jusqu'au cours moyen 2e année, les élèves sont scolarisés à Antonne et les classes de maternelle et de cours préparatoire sont assurées à Escoire.

### Justice
Dans le domaine judiciaire, Escoire relève : 
- du tribunal judiciaire, du tribunal pour enfants, du conseil de prud'hommes et du tribunal de commerce de Périgueux ;
- du pôle Nationalité du tribunal judiciaire de Périgueux (compétent uniquement dans le domaine de la nationalité) ;
- de la cour d'appel, du tribunal administratif et de la  cour administrative d'appel de Bordeaux.

## Population et société

### Démographie
Les habitants d'Escoire se nomment les Escoirais.
L'évolution du nombre d'habitants est connue à travers les recensements de la population effectués dans la commune depuis 1793. Pour les communes de moins de 10 000 habitants, une enquête de recensement portant sur toute la population est réalisée tous les cinq ans, les populations de référence des années intermédiaires étant quant à elles estimées par interpolation ou extrapolation. Pour la commune, le premier recensement exhaustif entrant dans le cadre du nouveau dispositif a été réalisé en 2008.

En 2022, la commune comptait 399 habitants, en évolution de −5,23 % par rapport à 2016 (Dordogne : +0,37 %, France hors Mayotte : +2,11 %).
| 1793 | 1800 | 1806 | 1821 | 1831 | 1836 | 1841 | 1846 | 1851 |
| ---- | ---- | ---- | ---- | ---- | ---- | ---- | ---- | ---- |
| 207  | 220  | 233  | 199  | 201  | 204  | 178  | 186  | 170  |

| 1856 | 1861 | 1866 | 1872 | 1876 | 1881 | 1886 | 1891 | 1896 |
| ---- | ---- | ---- | ---- | ---- | ---- | ---- | ---- | ---- |
| 189  | 181  | 208  | 173  | 174  | 203  | 183  | 187  | 191  |

| 1901 | 1906 | 1911 | 1921 | 1926 | 1931 | 1936 | 1946 | 1954 |
| ---- | ---- | ---- | ---- | ---- | ---- | ---- | ---- | ---- |
| 161  | 134  | 160  | 121  | 125  | 126  | 129  | 97   | 126  |

| 1962 | 1968 | 1975 | 1982 | 1990 | 1999 | 2006 | 2008 | 2013 |
| ---- | ---- | ---- | ---- | ---- | ---- | ---- | ---- | ---- |
| 148  | 168  | 177  | 234  | 367  | 429  | 457  | 465  | 443  |

| 2018 | 2022 | - | - | - | - | - | - | - |
| ---- | ---- | - | - | - | - | - | - | - |
| 415  | 399  | - | - | - | - | - | - | - |

### Manifestations culturelles et festivités
- Fête de la Cagouille sur trois jours, lors d'un week-end de fin mai (45e édition en 2024)[64].

## Économie

### Emploi
En 2015, parmi la population communale comprise entre 15 et 64 ans, les actifs représentent 232 personnes, soit 54,7 % de la population municipale. Le nombre de chômeurs (onze) a diminué par rapport à 2010 (treize) et le taux de chômage de cette population active s'établit à 4,9 %.

### Établissements
Au 31 décembre 2015, la commune compte vingt-six établissements, dont treize au niveau des commerces, transports ou services, six dans la construction, quatre relatifs au secteur administratif, à l'enseignement, à la santé ou à l'action sociale, deux dans l'agriculture, la sylviculture ou la pêche, et un dans l'industrie.

## Culture locale et patrimoine

### Lieux et monuments
- Le Château d'Escoire, XVIIIe siècle, inscrit aux monuments historiques, lieu du triple homicide impliquant Georges Arnaud, auteur du roman Le Salaire de la peur.
- La petite église Saint Joseph, XVIIe siècle, avec son clocheton-mur et sa litre funéraire extérieure. En 1534, Monseigneur Foucauld de Bonneval obtient du pape l'autorisation de bâtir la chapelle, le cimetière et les fonts baptismaux, en lieu et place des dépendances de la paroisse de Bassillac. Ce projet fut retardé par les guerres de religion et c'est seulement en décembre 1677 que la paroisse d'Escoire fut créée par Monseigneur François Louis de Ranconnet, Chevalier, Seigneur d'Escoire et Dame Marguerite d'Aydie, son épouse[68].

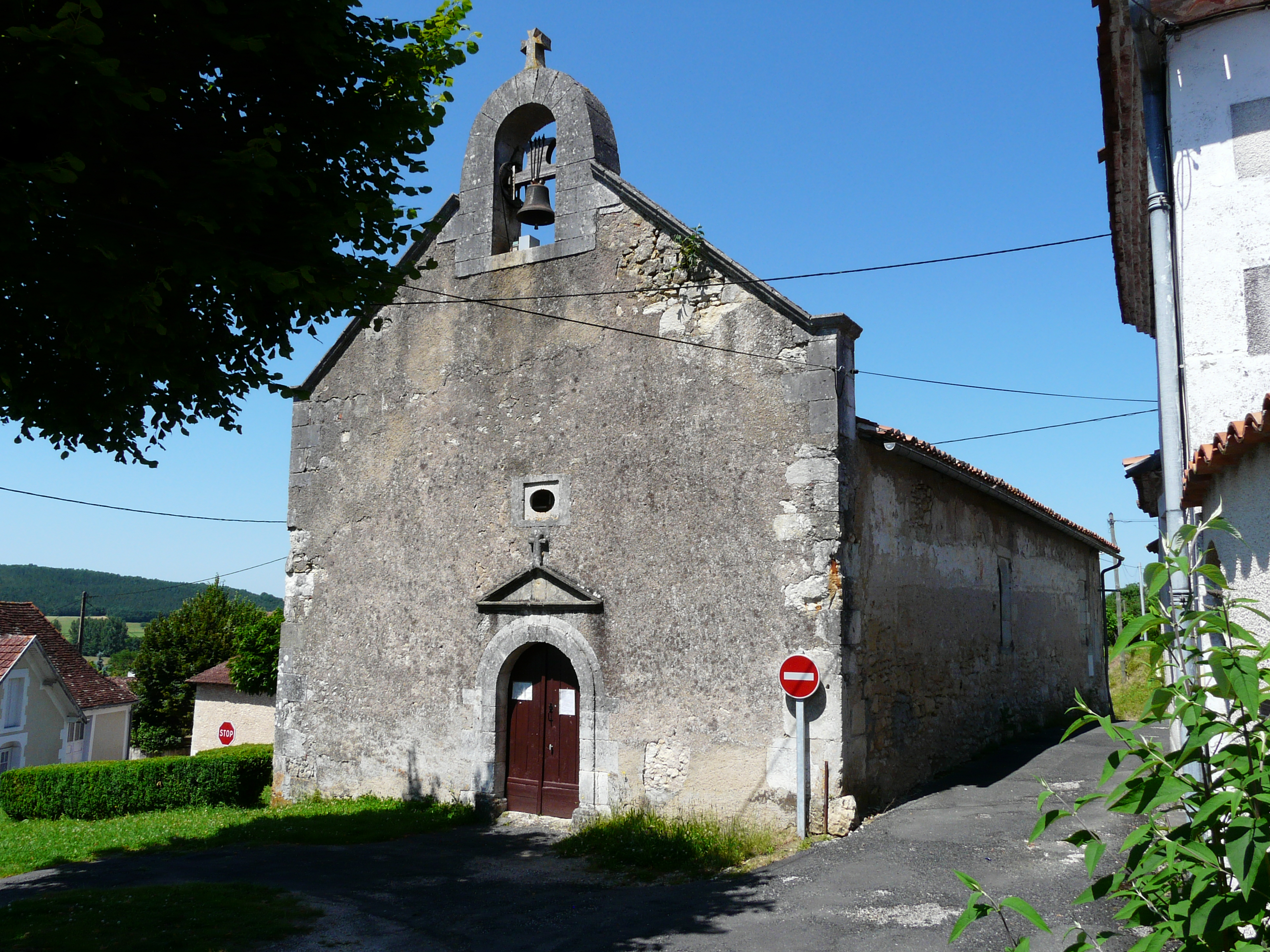
L'église Saint Joseph
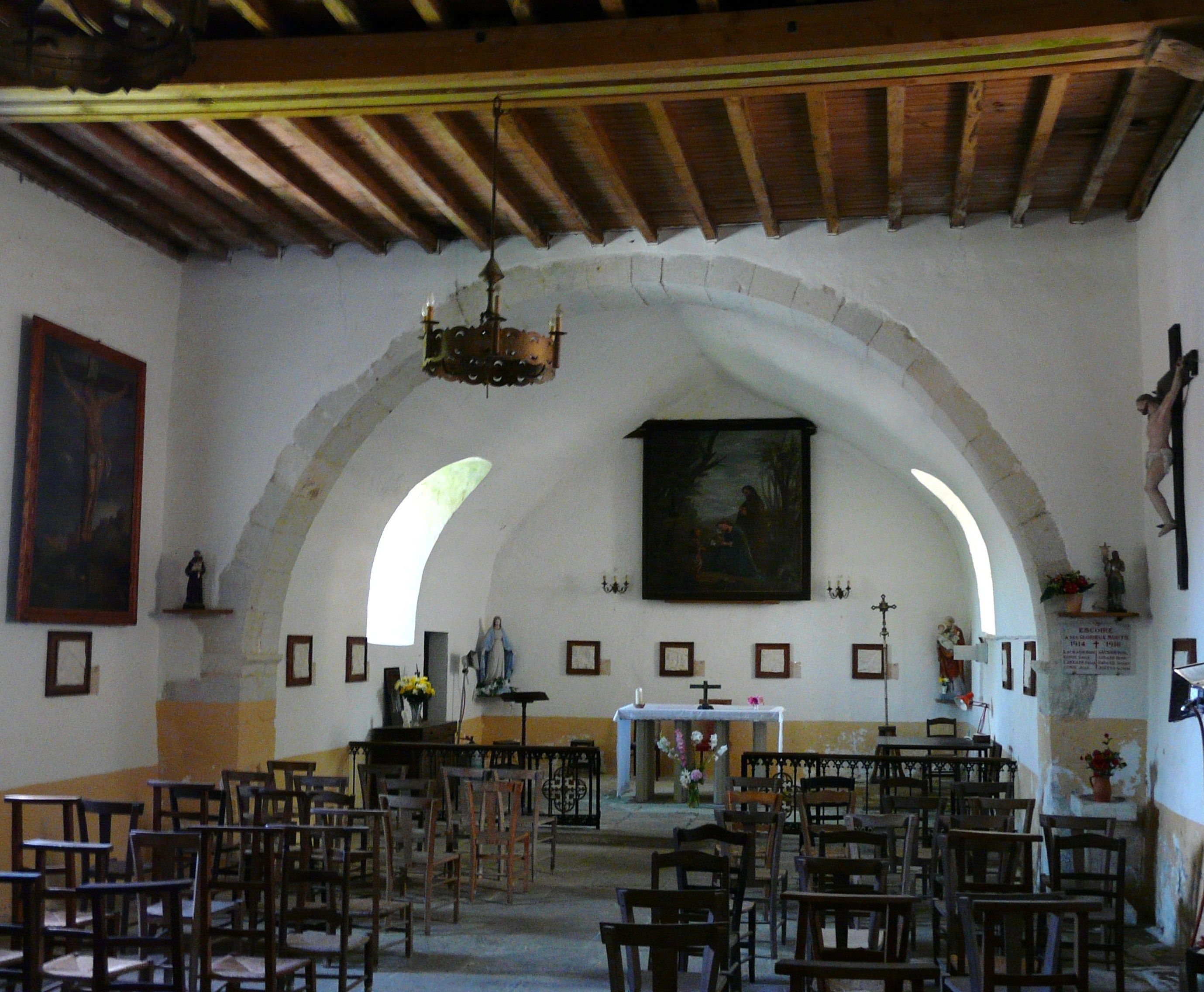
La nef
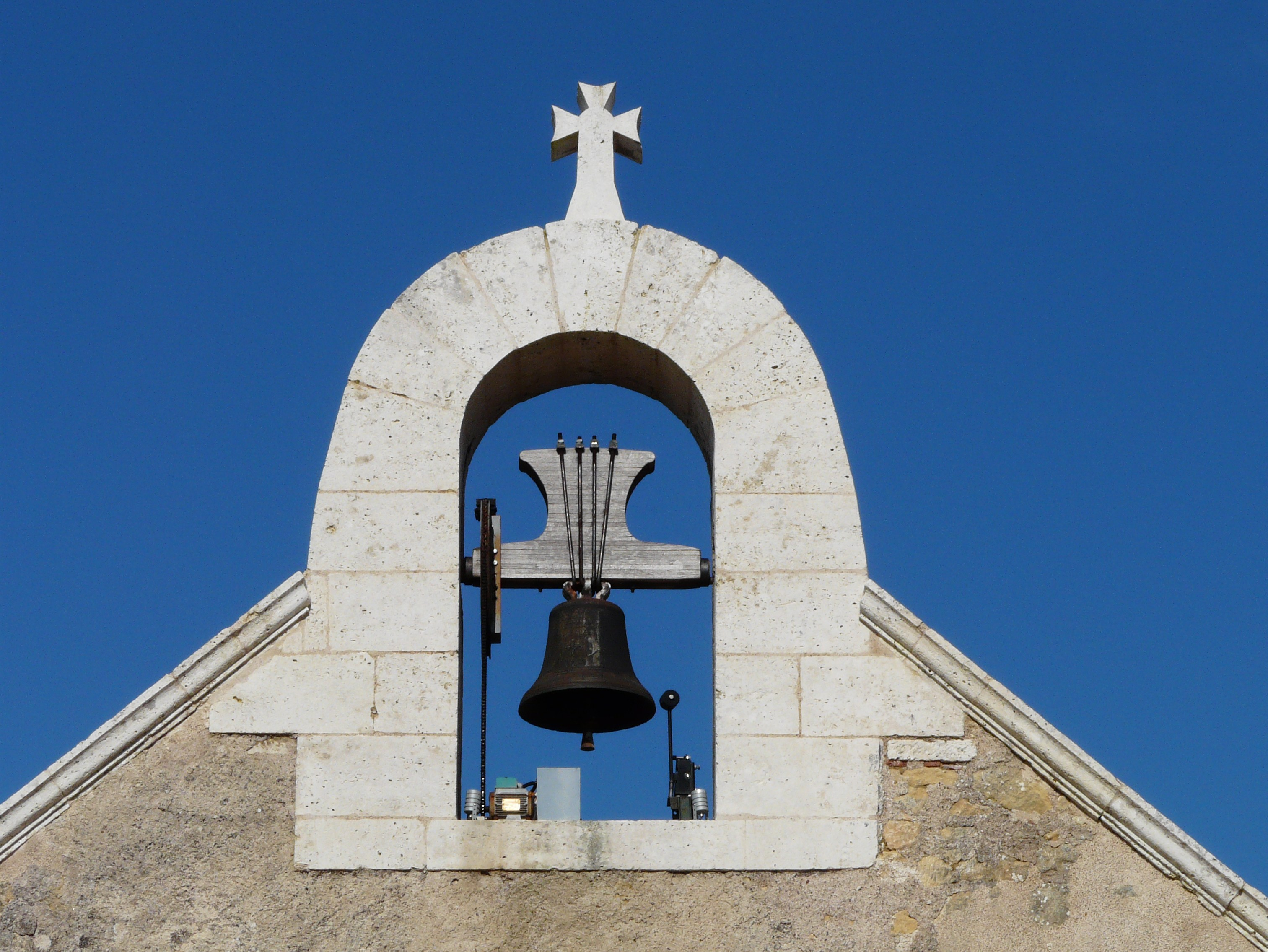
Le clocheton-mur
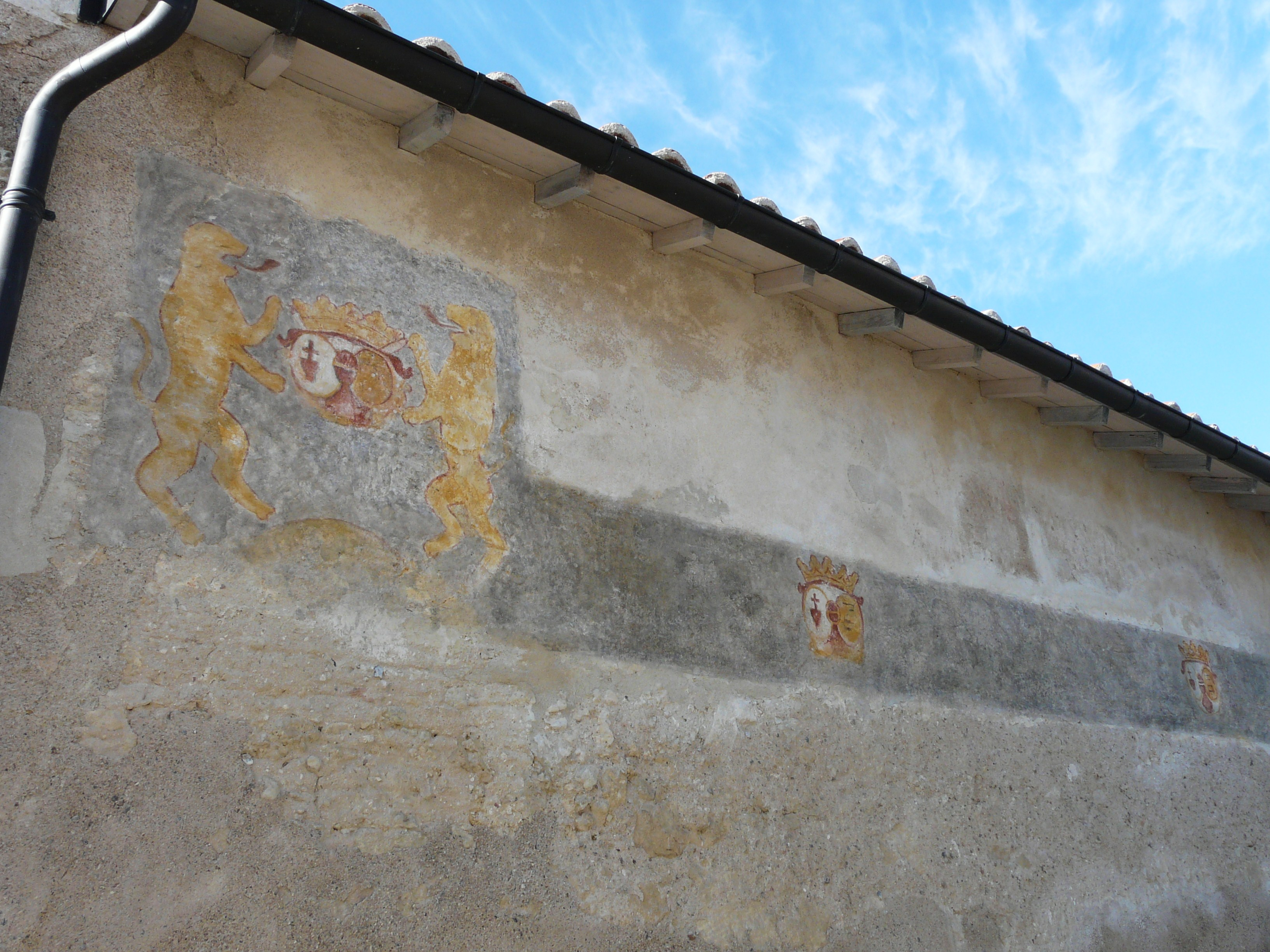
La litre funéraire extérieure

### Personnalités liées à la commune
- Henri Girard, qui deviendra plus tard le célèbre écrivain Georges Arnaud, fut accusé en octobre 1941 du triple crime d'Escoire, défendu par Maurice Garçon, puis acquitté en 1943. Il vendra le château au père de Michel Peyramaure.

## Pour approfondir